# Heliconia stricta
Heliconia stricta Huber, 1906 è una pianta della famiglia Heliconiaceae, diffusa nella zona tropicale del continente americano.